# Juan Meléndez Valdés
Juan Meléndez Valdés (Ribera del Fresno, província de Badajoz, 11 de março de 1754—Montpellier, França, 24 de maio de 1817) foi um poeta, jurista e político espanhol

## Vida e obras
Era de origem humilde; seu pai era Juan Antonio Meléndez Valdés e a sua mãe Maria de los Ángeles Díaz Cacho, e teve numerosos irmãos; após o seu nascimento, a família instalou-se em Almendralejo. Com sete anos de idade ficou órfão de mãe.
Em 1767 viajou a Madrid para estudar latim e filosofia, sob a tutela do seu irmão maior Esteban, no Colégio de Santo Tomás, e depois ingressou nos Reales Estudios de San Isidro, onde aprendeu filosofia moral e grego. Finalmente começou Leis em Salamanca em 1772 à par que escrevia os primeiros poemas e frequentava as tertúlias poéticas, em especial a de frei Juan Fernández de Rojas, mais conhecido por Delio, e a de José Cadalso em 1773, que o introduziu na cultura francesa; em 1774 faleceu seu pai e o seu caráter tornou-se melancólico. Em 1775 obteve o grau de Bachiller em Direito. Em 1777 falece também o seu irmão Esteban.
Ocupou-se provisoriamente da cátedra de língua grega e conheceu a Jovellanos. Em 1780 obteve o prêmio de poesia da Real Academia Espanhola com a sua obra "Batilo". Em 1781 voltou à Universidade de Salamanca com a cátedra de Humanidades.
Em 1783 doutorou-se em direito. Neste ano escreveu várias obras e casou-se com María Andrea de Coca. Em 1784 concursou nos prêmios oferecidos por Madrid à melhor composição dramática, obtendo um deles por "Las bodas de Camacho el rico". A estas alturas encontra-se já com uma importante fama. O famoso impressor Joaquín Ibarra publicou em 1785 o primeiro volume dos seus poemas com grande sucesso, realizando diversas edições. Em 1798 começou a exercer de fiscal durante sete meses e, com o favor de Jovellanos, obteve os destinos sucessivos de juiz da corte em Saragoça em 1789, chanceler em Valladolid em 1791 e fiscal da "Sala de Prefeitos da Casa e Corte" em Madrid em 1797, cargo que ocupará apenas sete meses; escreveu então os seus Discursos forenses, que circularam como manuscritos até ser publicados durante o Triênio Liberal. Com a queda de Jovellanos, Meléndez teve de deixar Madrid a 27 de agosto de 1798, e foi enviado a supervisar as obras de um quartel que se construía em Medina del Campo, o que era na prática um castigo. Porém, em 1802 devolveram os seus emolumentos como fiscal e vai viver a Zamora, onde se dedicou a projetos sociais e ao estudo. Marchou depois para Salamanca e Madrid.

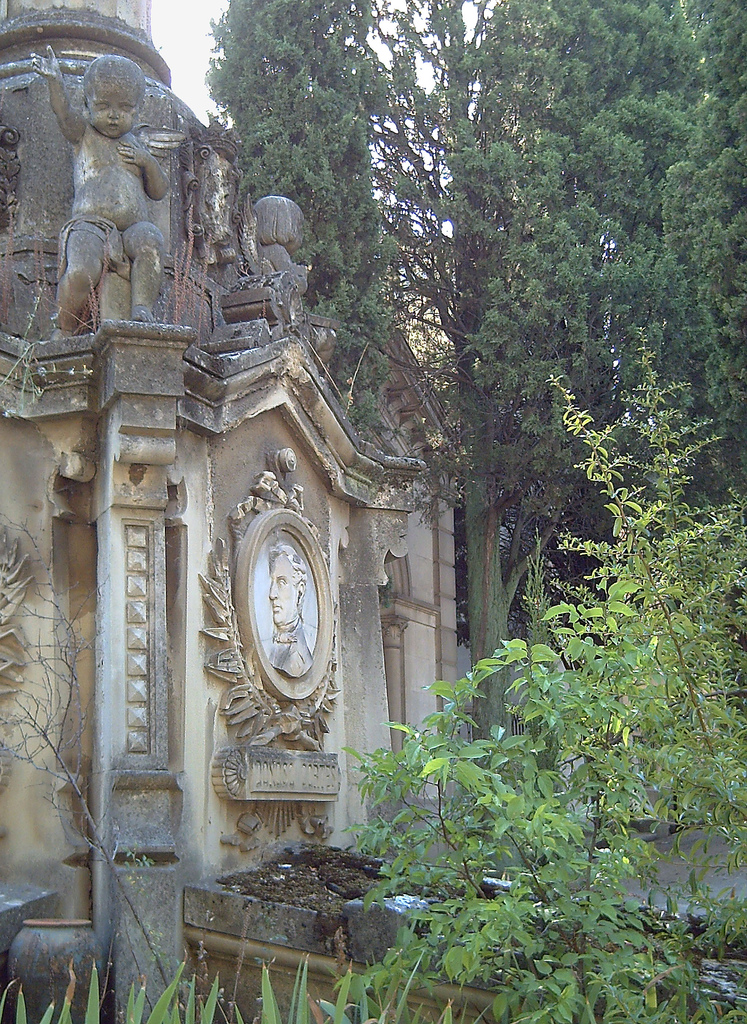
Imagem parcial do Mausoléu de Goya, Meléndez, Donoso e Moratín.

Após a ocupação francesa, põe-se ao serviço de José I da Espanha, com emprego no Conselho de Estado e a condecoração como Cavaleiro da Real Ordem de Espanha, o que acarretará graves problemas como afrancesado à saída do rei, após a Guerra da Independência. Fugado para França, residiu sucessivamente em Toulouse, Montpellier, Nîmes, Alais e Montauban; a sua saúde deteriorou-se, sofrendo fortes depressões e falecendo quatro anos depois em Montpellier. Os seus restos voltaram para Madrid em 1900 e, após um breve passo pelo Panteão de Homens Ilustres, repousam num mausoléu conjunto com Leandro Fernández de Moratín e Juan Donoso Cortés, obra de Ricardo Bellver no Cemitério de San Isidro.
Além das já supradiras obras, outras obras do autor são "Poesías" (1785), "A Llaguno" (1794), "Sobre el fanatismo" (1795), "Alarma española" (1808), "Oda a José Bonaparte" (1810-1811), "Prólogo de Nimes" (1815) e "Discursos Forenses" (1821).